# لوكيوس الثاني
البابا لوسيوس الثاني ((باللاتينية: Lucius II)‏؛ توفي في 15 شباط / فبراير 1145)، ولد جيراردو كاشيانيميسي دال أورسو, كان البابا من 9 آذار / مارس 1144 إلى وفاته في 1145. اشتهرت بابويته بالاضطرابات المرتبطة بمحاولات انتزاع السيطرة على المدينة من البابوية.